# كاتدرائية سان دوني

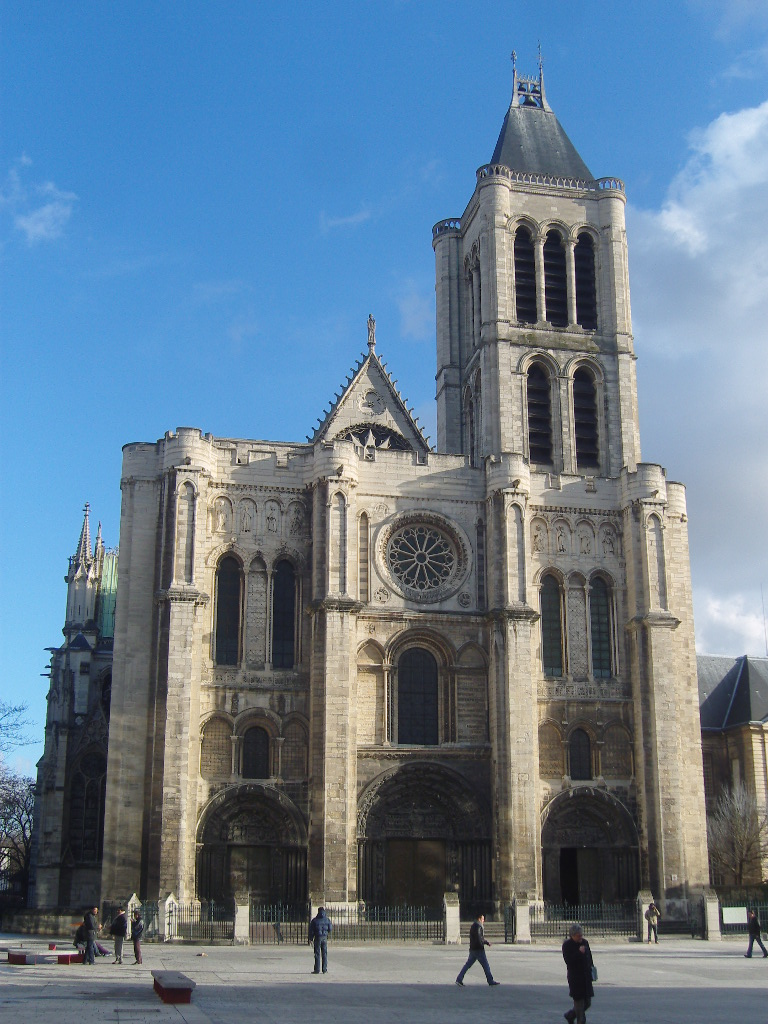
الواجهة الغربية للكاتدرائية

كاتدرائية سان دوني أو سانت دونيس هي كنيسة تقع في منطقة سان دوني في الضاحية الشمالية من العاصمة الفرنسية باريس، بنيت على الطراز القوطي في القرن السابع الميلادي، كان لها أهمية تاريخيه ومعمارية فريدة . تعتبر مقرا لدفن الملوك الفرنسيون في العصور الوسطى، أما تتويج الملوك فيكون في كاتدرائية ريمس.

## التاريخ
هنا كانت قد بنيت كنيسة صغيرة، جالو-الرومانية، بين أعوام 450 و 475. هناك أسطورة تقول أن القديس دوني وبعد أن قطعت رأسه كان قد مشى إلى المكان الذي أراد أن يدفن فيه وهو مكان الكنيسة الحالي، على أي حال، ما زال من الصعب البحث الحالي لكشف الحقيقة التاريخية لبناء هذا الصرح وكشف التقاليد الأسطورية أيضاً.

## كنوزها
مقبرة لمولوك فرنسا

## أعلام
- لويس السادس عشر ملك فرنسا
- لويس الخامس عشر ملك فرنسا
- شارل مارتيل
- ماري أنطوانيت
- لويس الرابع عشر ملك فرنسا